# Hardya taimyrica
Hardya taimyrica är en insektsart som beskrevs av Vilbaste 1969. Hardya taimyrica ingår i släktet Hardya och familjen dvärgstritar. Inga underarter finns listade i Catalogue of Life.